# دانبار هیل (کنتاکی)
دانبار هیل (به انگلیسی: Dunbar Hill) یک منطقهٔ مسکونی در ایالات متحده آمریکا است که در شهرستان ادیر، کنتاکی واقع شده‌است. دانبار هیل ۲۸۷٫۱۳ متر بالاتر از سطح دریا واقع شده‌است.